# Estación Atlántida
Estación Atlántida est une ville uruguayenne du département de Canelones, appartenant à la municipalité d'Atlántida.

## Géographie
La localité se trouve sur la route 11, au croisement avec la ligne de chemin de fer allant à Rocha, près de l'ancienne gare homonyme, à quelques kilomètres au nord de la ville d'Atlántida.

## Population
Sa population était de 2 274 habitants lors du dernier recensement (2011).
| Année | Population |
| ----- | ---------- |
| 1963  | 1 659      |
| 1975  | 1 843      |
| 1985  | 2 007      |
| 1996  | 2 297      |
| 2004  | 2 358      |
| 2011  | 2 274      |

## Culture et patrimoine
Se distingue, à Estación Atlántida, l'église du Christ-ouvrier et de Notre-Dame de Lourdes, construite à la fin des années 1950 et classée au patrimoine mondial de l'UNESCO depuis juin 2021.